# Solinus rhodius
Espèce
Solinus rhodius est une espèce de pseudoscorpions de la famille des Garypinidae.

## Distribution
Cette espèce est endémique de Rhodes en Grèce.

## Description
La femelle holotype mesure 1,8 mm.

## Étymologie
Son nom d'espèce lui a été donné en référence au lieu de sa découverte, Rhodes.

## Publication originale
- Beier, 1966 : Über Pseudoskorpione der Insel Rhodos. Annalen des Naturhistorischen Museums in Wien, vol. 69, p. 161-167 (texte intégral).